# 天卫十二
天卫十二（S/1986 U 1, Portia）是环绕天王星运行的一颗卫星。

## 概述
天卫十二是1986年被航海家2号发现的。国际天文联合会授予它的名称来自于威廉·莎士比亚的话剧威尼斯商人中的女主角的名字。对于天卫十二人们至今为止所知甚少，它的轨道离天王星很近，它的公转周期比天王星的自转周期还要短，因此它受到摩擦力的影响轨道不断缩小，有朝一日它将碎裂为天王星的一个环或坠落到天王星上。

## 基本参数
- 轨道半径：66,097公里
- 平均直径：135.2公里
- 质量：不详
- 公转周期：0.513196日
- 反光率：0.07
- 轨道倾斜率：0.09°